# Tlatlaya
Tlatlaya est une ville et une municipalité de l'État de Mexico.
La municipalité s'étend entre 798 m et 2 400 m d'altitude, la ville se situe à 1 840 m d'altitude. La ville a été fondée en 1849.

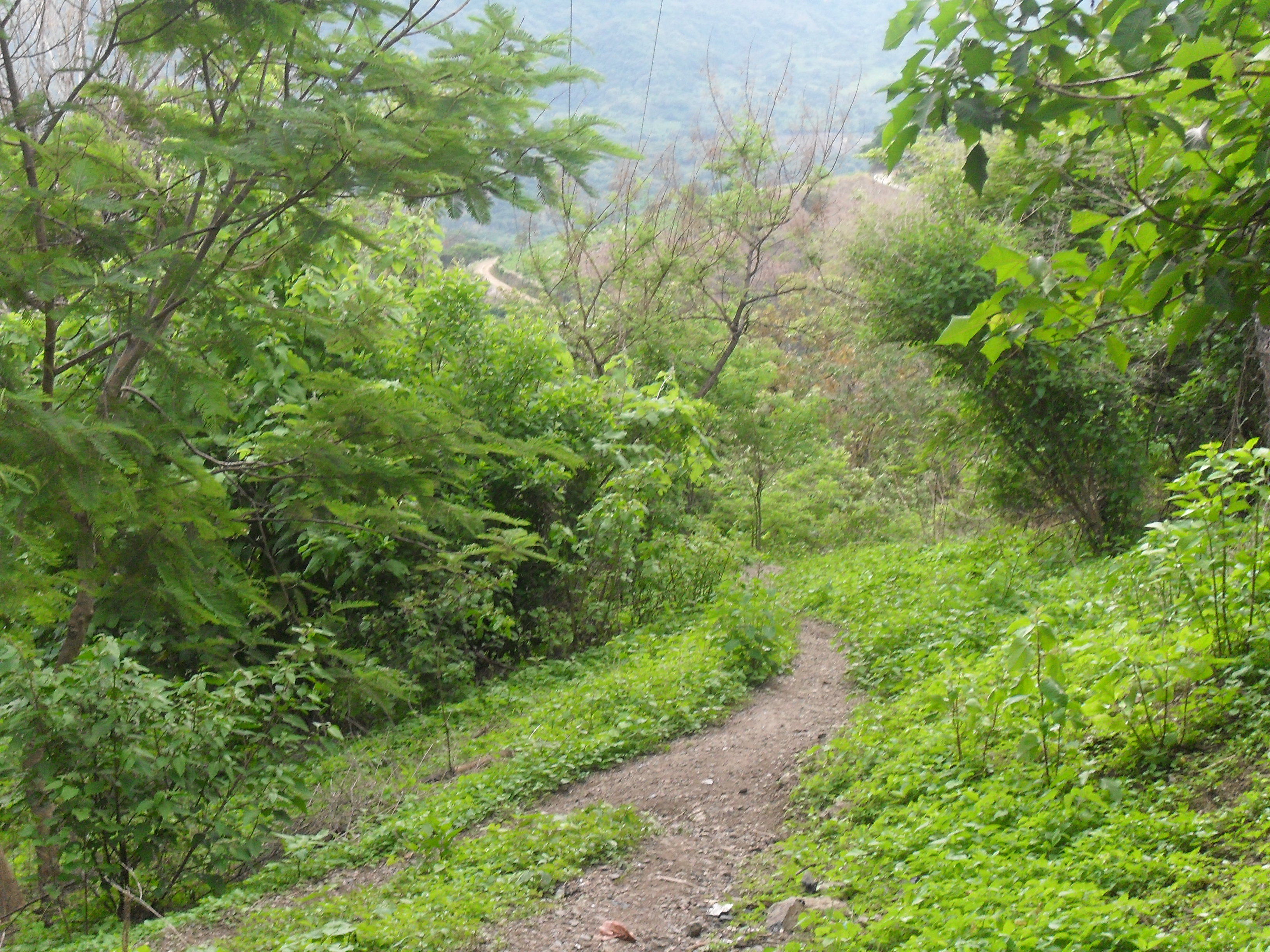
Environnement et flore dans la commune de Tlatlaya

## Sources
- (en) Cet article est partiellement ou en totalité issu de l’article de Wikipédia en anglais intitulé « Tlatlaya » (voir la liste des auteurs).